# Restauro della Pietà di Michelangelo
Il Restauro della Pietà di Michelangelo - detta anche Pietà vaticana - nella basilica di San Pietro si rese necessario dopo lo sfregio vandalico subito dalla scultura, il 21 maggio 1972, ad opera del geologo australiano László Tóth. Le foto della Vergine martoriata - rotto il naso e accecato l'occhio, l'avambraccio sinistro troncato, la mano staccata e le dita spezzate - fecero il giro del mondo.
I Canonici di San Pietro quella sera si recarono in processione, cantando il Miserere, fino alla Cappella della Pietà, mentre taceva, in segno di lutto, l'organo della basilica.

## Storia
Un Vigile del Fuoco in divisa, in visita a San Pietro, bloccò l'autore del folle gesto; dopo avere allontanato la folla, per prima cosa si provvide a recuperare, nella stessa cappella dove è custodita la Pietà michelangiolesca, tutti i frammenti di marmo sparsi in terra. Alcuni, incautamente prelevati come souvenir da una persona che si trovava all'interno della basilica, tornarono indietro dagli USA, nei mesi successivi, accompagnati da una lettera di scuse. Seguì una lunga e paziente catalogazione, per dimensione, dalla più grande alla più minuta, di ogni scheggia, che in tutto erano una cinquantina. Il compito di eseguire il lungo e complicato restauro fu affidato da Deoclecio Redig de Campos, allora direttore generale dei Musei Vaticani, a Vittorio Federici. Per buona sorte, si poté ricorrere a un calco in gesso della Pietà, eseguito nel 1944 da Francesco Mercadali e conservato nel Museo Storico Artistico di San Pietro.

### Il dibattito sul restauro
«La scultura sta davanti ai nostri occhi come un gioiello: pura, levigata, lucente» - ha scritto Antonio Paolucci nel 2014. «Ammiriamo lo splendore degli incarnati, il prodigio dei panneggi trattati con infinita perizia e pensiamo, anche noi come l'autore delle Vite, che oltre, nell'arte dello scolpire, è impossibile andare.»

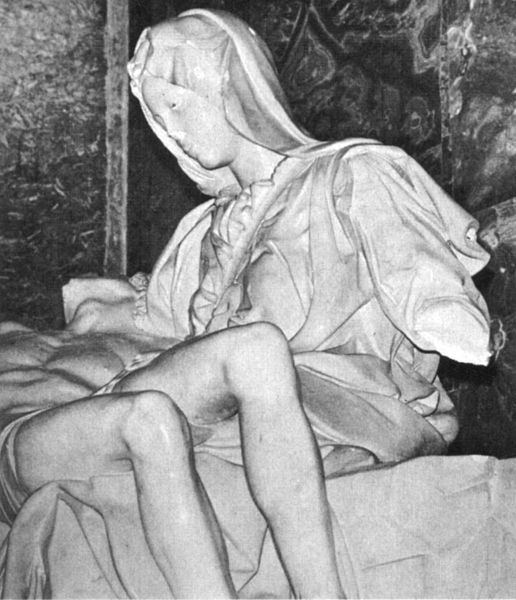
Vandalismo sulla Pietà vaticana di Michelangelo nel 1972

Riparare le lesioni subite e restituire all'opera il miracolo del primitivo splendore formale era soltanto una delle opzioni. Altri avrebbero invece desiderato un restauro "critico" che lasciasse in evidenza le mancanze e le integrazioni. Prevalse la prima ipotesi: il restauro integrativo e completo. Redig de Campos disse allora: «La Pietà trae la sua forza espressiva in gran parte dalla purezza del marmo. È una statua così meravigliosamente rifinita che un semplice graffio sul viso disturba più della mancanza delle braccia della Venere di Milo.»

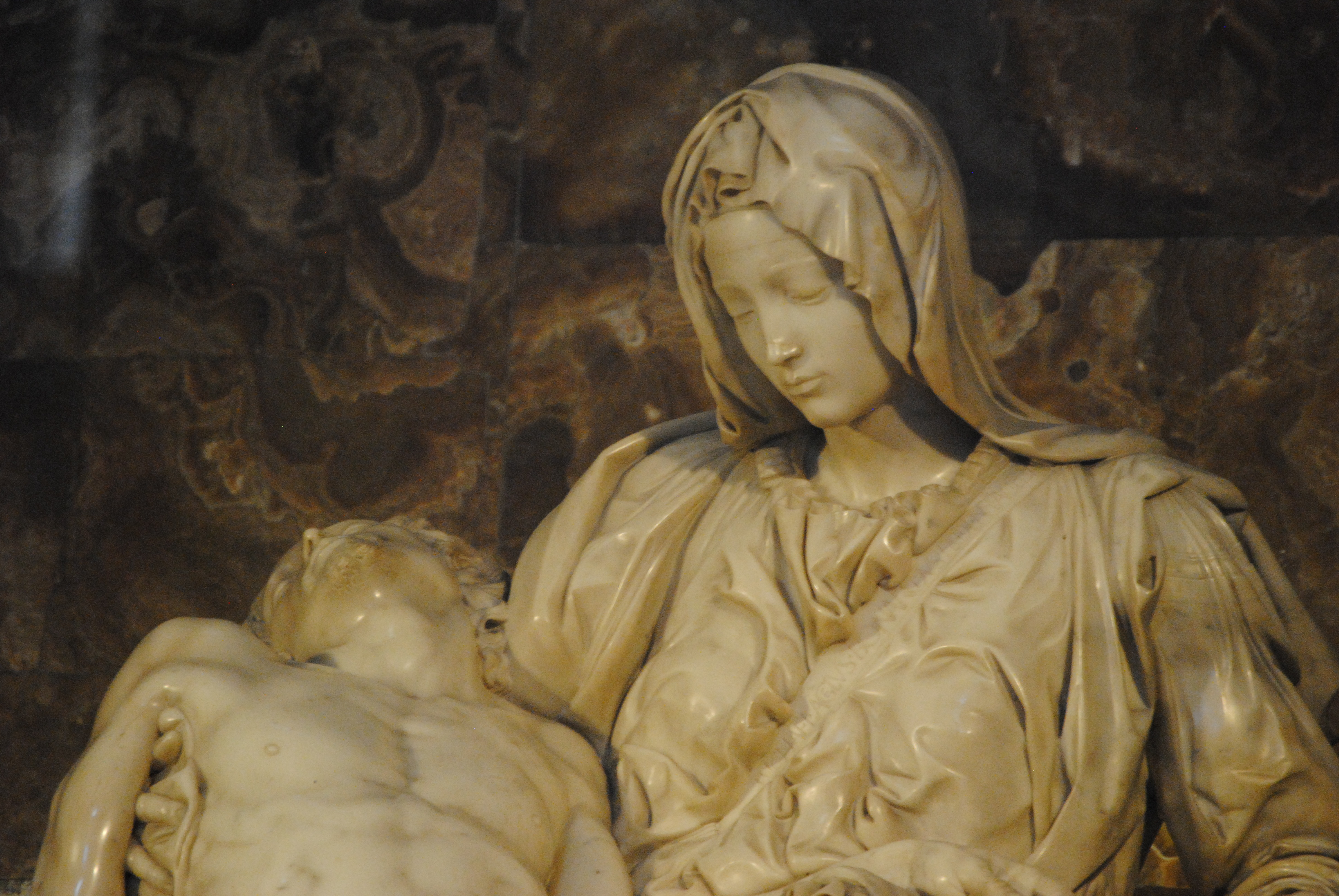
Dettaglio Pietà, 2014

### Fasi del restauro
Il restauro, che si svolse in fasi successive, durò sette mesi.

#### Elenco dei danni subiti
I danni alla scultura furono così catalogatiː 15 fratture, 8 scheggiature, 2 scalfitture, 3 crinature. In particolare, nell'occhio sinistro mancavano parte della sacchetta lacrimare e della palpebra; il naso era rotto in tre frammenti, ma facilmente individuabili; si notavano due scalfitture sul voltoː una sullo zigomo sinistro e un'altra sulla gota sinistra; il panneggio intorno al volto presentava tre fratture e una scheggiatura; due scalfitture erano sulla nuca; una abrasione e una lunga crinatura erano evidenti sull'avambraccio sinistro; fratture rotture e abrasioni varie deturpavano la mano sinistra.

#### La preparazione in laboratorio
Le maestranze della Fabbrica di San Pietro costruirono una parete di legno, per separare la cappella dal resto della basilica e proteggere i lavori dalla vista e dalla presenza dei visitatori. Un ponteggio fu creato intorno alla scultura michelangiolesca, poiché si era deciso di non muovere la statua e di effettuare sul posto le fasi finali del restauro. In laboratorio si provarono vari collanti e frammenti contigui furono uniti tra loro. Per la costruzione delle protesi in finto marmo, a integrazione delle parti mancanti, furono provati vari prodotti utilizzati in odontotecnica; ma il risultato si dimostrò insoddisfacente, per l'esito porcellanato del prodotto finale. Campioni di marmo di Carrara saccaroide furono quindi polverizzati, ricavandone granuli di varia pezzatura che, tuttavia, mescolati al collante, fornirono un prodotto troppo chiaro e opaco. Si provò quindi a unire i granuli di marmo bianco a una miscela di polveri di marmo di vari colori. Dopo vari tentativi si arrivò ad un prodotto finale color ocra pallido, che si adattava perfettamente al colore del marmo usato da Michelangelo Buonarroti. Le protesi da realizzare erano tre: due alla narice sinistra e una alla palpebra.
Il 7 ottobre 1972, terminate le ricerche in laboratorio, si passò alla fase esecutiva del restauro, direttamente sulla Pietà vaticana. Ecco come Cesare Brandi, allora direttore dell'Istituto Centrale del Restauro e autore di articoli di fondo per il Corriere della Sera, raccontò alcune fasi del restauro: «Quando l'esecrabile sfregio della Pietà avvenne si sentirono correre voci e affermazioni tutt'altro che rassicuranti, come quella che addirittura prevedeva l'inserzione di un tassello di marmo al posto dell'occhio offeso della Madonna. Per fortuna erano dicerie o vanterie fuori luogo di artisti che si ritenevano capaci di poter mettere le mani addosso alla Pietà. Il genere di restauro che è stato invece attuato, e se ne deve essere grati, è un restauro prudente, rispettoso e removibile. Soprattutto apprezzo il fatto che anche le piccolissime aggiunte che sono state fatte alla palpebra offesa e ai lati del naso, che fu staccato di colpo, sono in un materiale sintetico facilmente asportabile, come del resto anche il mastice con cui è stata attaccata la punta del naso e le parti ricostituite di frammenti del velo.»

#### L'occhio sinistro
Dal calco in gesso dell'intera scultura fu ricavato il negativo dell'occhio sinistro, in gomma al silicone. Fu poi ricavato il calco in silicone dell'occhio danneggiato. Il confronto fra i due risultati in negativo permise di calcolare l'esatta forma delle parti mancanti da realizzare. Per fortuna, era stato identificato il frammento originale che restituiva al volto della Vergine la primitiva espressione.
Il martello aveva lasciato sull'occhio uno sbaffo di vernice oleosa blu. Cesare Brandi così descrisse il problema e la sua soluzione: «Sotto la palpebra una macchia nera insidiosissima. Questa macchia era una sostanza oleosa, che aderiva al martello sacrilego, appena comprato dal pazzo. Si sarebbe potuto grattarla delicatamente e poi asportare il residuo con un solvente. Ma c'era sempre il pericolo che rimanesse un'ombra e in quel punto, un'ombra quasi circolare, oltre tutto, sarebbe stata come una pupilla d'un occhio bieco. Hanno avuto la felice idea di compiere uno "strappo": ho visto i nastri adesivi, e senza danno alcuno per la patina sottostante, la macchia è stata asportata.»

#### Naso, velo, avambraccio, dita
Il naso era rotto in tre frammenti che furono connessi tra loro e poi applicati. Seguì il montaggio delle parti mancanti del panneggio, pendente sul volto; per ultima fu ricollocata in sede la palpebra offesa. 
Prima di riattaccare l'avambraccio - troncato di netto - nella sua giusta posizione, fu creato un sistema di ancoraggio, ponendo all'interno del marmo un perno angolato in acciaio inox, "calettato" per tutta la sua lunghezza. Nella calettatura del perno fu inserito un piccolo cannello di plastica con forellini che correva fino alla fine del foro e poi tornava indietro. Attraverso questo cannello fu "pompato" il collante in resina poliestere che aveva il compito di fissare l'avambraccio. Alcune falangi della mano avevano subito traumi in tempi lontani ed erano state riattaccate con gesso e fissate con perni di ferro o di rame. Rimossi i vecchi perni, la mano fu ricostruita e riattaccata all'avambraccio. Furono stuccate le scalfitture e le abrasioni.

#### Fasi finali
Tutta la statua fu lavata con acqua distillata. Piccole lacune dietro la nuca furono lasciate, a memoria visibile dei danni subiti. Furono tolti due perni che una volta sostenevano un'aureola posticcia, non più esistente. Il 21 dicembre 1972 il restauro era praticamente concluso e papa Paolo VI si recò a pregare davanti alla statua e ringraziò le persone che avevano reso possibile quel prodigio. Davanti alla scultura fu messo un vetro protettivo, a prova di proiettile, e furono infine smontate le tavole che ostruivano l'ingresso alla Cappella della Pietà. Domenica 25 marzo 1973, Paolo VI annunciava che l'opera scultorea di Michelangelo, restaurata, era restituita alle preghiere e all'ammirazione dei fedeli.

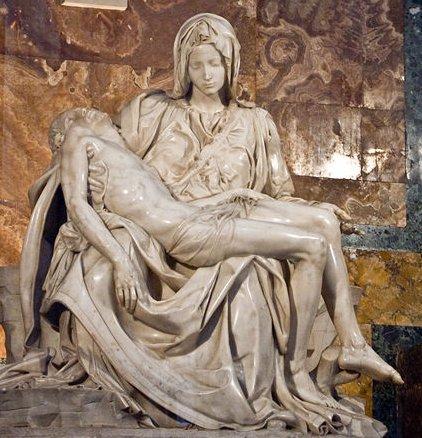
La Pietà, Michelangelo, foto 2008

### La violenza e la Pietà
Ottenuto ufficialmente il permesso, che fu concesso in esclusiva mondiale dalla Pontificia Commissione per le Comunicazioni Sociali, una troupe televisiva della Rai, sotto la regia di Brando Giordani, ebbe il privilegio di filmare, a colori, tutte le fasi del restauro della Pietà vaticana. Il documentario, girato sotto la regia di Giordani e coprodotto dalla SD Cinematografia e dalla Rai, ebbe come titolo La violenza e la Pietà. Andò in onda in bianco e nero (non esisteva ancora la TV a colori). La dirigenza Rai non volle ottenere lucro alcuno da questa operazione e donò il filmato alle televisioni - di tutto il mondo - che ne avevano fatta richiesta. Il documentario ottenne la nomination agli Oscar: era la prima volta che accadeva a una produzione Rai.
Brando Giordani non realizzò un semplice documentario scientifico, per spiegare le tecniche di restauro di una scultura di marmo; bensì volle esprimere il significato estrinseco, il messaggio morale della Pietà. Fece riprese alla cava dei marmi di Carrara - dove Michelangelo aveva scelto la materia prima della sua opera - con gli operai tecchiaioli all'opera; filmò i sampietrini, cioè gli operai che si calano con le funi all'esterno della cupola di San Pietro; intervistò il giovane vigile del fuoco che aveva fermato la mano sacrilega del folle; colse la selezione dei frammenti e le ricognizioni dei tecnici che avvenivano di mattina, all'alba, prima dell'apertura della basilica al pubblico; sorprese gli occhi dei visitatori, che scrutavano la Pietà attraverso interstizi e fori, nella parete lignea che chiudeva la cappella. Il documentario si chiude con drammatiche foto di donne, tratte dalla cronaca del tempo, che tengono tra le braccia il corpo inerme del proprio figlio, barbaramente ucciso: hanno identico dolore della Madonna ai piedi del Golgota. Alcune foto sono immagini della guerra in Vietnam.

### Quarant'anni dopo
Una giornata di Studi sul restauro della Pietà vaticana si svolse il 21 maggio 2013, ai Musei Vaticani, per iniziativa del direttore Antonio Paolucci. Erano passati quaranta anni dal compimento del restauro. L'incontro fu organizzato da Guy Devreux, responsabile del Laboratorio materiali lapidei dei Musei Vaticani. In quella occasione fu presentato il documentario La violenza e la Pietà, nella versione a colori, appena restaurata. Il libro citato in bibliografia è il completamento dei lavori svolti in quella occasione.